# Syzygium condensatum
Syzygium condensatum är en myrtenväxtart som först beskrevs av John Gilbert Baker, och fick sitt nu gällande namn av Jean-Noël Labat och George E. Schatz. Syzygium condensatum ingår i släktet Syzygium och familjen myrtenväxter. Inga underarter finns listade i Catalogue of Life.